# Xã Ashland, Quận Saunders, Nebraska
Xã Ashland (tiếng Anh: Ashland Township) là một xã thuộc quận Saunders, tiểu bang Nebraska, Hoa Kỳ. Năm 2010, dân số của xã này là 2.769 người.